# Jean Duvieusart
Jean Pierre Armand Ghislain Marie Duvieusart (Frasnes-lez-Gosselies, 10 april 1900 – Couillet, 11 oktober 1977) was een Belgisch advocaat en katholiek politicus.

## Levensloop
Jean Duvieusart was een zoon van notaris en voor kortstondige tijd volksvertegenwoordiger Armand Duvieusart. Hij behoorde tot een notabele familie in de streek van Charleroi, onder meer verwant met de familie Dumont de Chassart.
Gepromoveerd tot doctor in de rechten en licentiaat in de politieke en sociale wetenschappen aan de UCL, werd hij advocaat aan de balie van Charleroi. Hij was er in 1965 stafhouder. Hij werd ook vroeg politiek actief in zijn gemeente. Vanaf 1926 was hij er gemeenteraadslid en in 1927 werd hij er burgemeester. Beide ambten bekleedde hij tot in 1947.
Hij was ook provincieraadslid van 1933 tot 1936.
Hij interesseerde zich voor de Waalse problematiek en werd in 1937 lid van de Assemblée wallonne. Hij schreef het boek Wallonie 38, gewijd aan de culturele, sociale en economische problemen van Wallonië en nam deel aan het eerste Waals cultureel congres, waar hij een referaat hield onder de titel Les Wallons, la Belgique et la communauté romane (1938).
In september 1944 werd hij katholiek volksvertegenwoordiger voor het arrondissement Charleroi, als opvolger van de tijdens de oorlog overleden Georges Michaux. Hij vervulde dit mandaat tot in 1949. Hij werd toen senator voor hetzelfde arrondissement en bleef dit tot in 1965.

### Ministeriële loopbaan
Hij was enkele keren minister:
- minister van Economische Zaken (1947-1950 en 1952-1954);
- eerste minister (juni-augustus 1950), tijdens de dramatische periode van de terugkeer en de troonsafstand van koning Leopold III.

Nog in 1950 vertegenwoordigde hij België op de algemene vergadering van de Verenigde Naties en was in de volgende jaren actief in de instellingen van de Benelux en van de Europese instellingen. Hij werd vanaf 1958 afgevaardigd in het Europees Parlement en was er ondervoorzitter (1962-1964) en voorzitter (1964-1965).
Vanaf 1963 opperde hij bezwaren tegen de communautaire politiek van zijn partij en tegen de nieuwe taalwetten. De problemen rond de Leuvense universiteit verhardden zijn Waalse standpunten. In 1965 verliet hij de PSC en werd medestichter en voorzitter van de Rassemblement Wallon en het Front démocratique des Bruxellois francophones (FDF) (1968-1972).

## Personalia
Zijn zoon is de politicus Étienne Duvieusart.

## Publicaties
- La question linguistique en matière judiciaire, in: Journal des Tribunaux, 1932.
- L'indépendance belge, in: Revue Générale, 1937.
- Wallonie, Luik, Ed. de l'Action wallonne, 1938.
- Les structures politiques de la Belgique, in: Res publica, 1961.
- La Question royale, Crise et dénouement, 1975.